# Geinitzinoidea
Geinitzinoidea, tradicionalmente denominada Geinitzinacea, es una superfamilia de foraminíferos del suborden Fusulinina y del orden Fusulinida. Su rango cronoestratigráfico abarca desde el Frasniense (Devónico superior) hasta el Pérmico superior.

## Clasificación
Geinitzinoidea incluye a las siguientes familias:
- Familia Geinitzinidae
- Familia Pachyphloiidae

Otra familia considerada en Geinitzinoidea es:
- Familia Abriolinidae